# Pseudantechinus ningbing
Pseudantechinus ningbing é uma espécie de marsupial da família Dasyuridae. Endêmica da Austrália, onde está restrita à região de Kimberley, Austrália Ocidental.
- Nome Científico: Pseudantechinus ningbing (Kitchener, 1988)

- Sinônimo do nome científico da espécie: Parantechinus ningbing;

## Características
Esta espécie tem orelhas grandes e peludas, pouco pelo na cauda que muitas vezes é inchada. A parte superior tem coloração marrom. Atrás das orelhas possui manchas cor de canela. Mede cerca de 8–10 cm de comprimento e a cauda de 7–9 cm, pesa cerca de 15-33 gramas;

## Hábitos alimentares
É insetisivoro de hábitos noturnos;

## Características de reprocução
A época de acasalamento é em junho, o período de gestação dura de 45 a 52 dias e os filhotes nascem entre Julho e agosto, são desmamados em outubro ou novembro. As femeas possuem 4 tetas;

## Habitat
Vivem em regiões áridas e rochosas, matagais xéricos e desertos;

## Distribuição Geográfica
Costa Norte do Território do Norte, região de Kimberly, Austrália Ocidental;